# Maria da Luz Rocha Afonso
Maria da Luz de Oliveira Tavares Monteiro Rocha Afonso (1925 – 2017) foi uma investigadora do Instituto Superior de Agronomia, da Universidade de Lisboa, que se notabilizou como botânica e sistemata.

## Carreira
Em 1968 Rocha Afonso iniciou o estudo da distribuição das espécies espontâneas para o herbário do Instituto Superior de Agronomia, trabalho em conjunto com João do Amaral Franco que forneceu um grande número de exemplares herborizados. Colaborou para que os herbários português e açórico do Instituto fossem revistos e atualizados à medida que os manuscritos dos diferentes géneros eram estudados, com correção de hierarquia taxonómica e nomenclatura ao se proceder à publicação de cada volume. Rocha Afonso contribuiu com as colheitas de elementos para o herbário de plantas estrangeiras do Instituto, e nos anos 1960 colaborou também com as colheitas de exemplares para o pequeno herbário da Madeira do Instituto. Rocha Afonso também contribuiu para um grande avanço do herbário do Instituto com as colheitas de plantas e com os estudos para o livro Nova Flora de Portugal (Escolar Editora). No herbário do Instituto estão guardadas as plantas (holótipos) a partir das quais ela descreveu os novos táxones para a ciência.